# Луніна Зінаїда Ігорівна
Зінаїда Ігорівна Луніна  (біл. Зінаіда Луніна, 18 квітня 1989) — білоруська гімнастка, олімпійська медалістка. Заслужений майстер спорту Республіки Білорусь з художньої гімнастики.

## Виступи на Олімпіадах
| Олімпіада  | Дисципліна     | Місце  |
| ---------- | -------------- | ------ |
| Пекін 2008 | групові вправи | Бронза |

## Родина
Чоловік — Олександр Мартинович, білоруський футболіст, захисник клубу «Краснодар» та національної збірної Білорусі.